# Carl Friedrich von Kraut
Carl Friedrich von Kraut (* 23. Juli 1703 in Berlin; † 23. Dezember 1767 ebenda) war Oberhofmarschall des Prinzen Heinrich von Preußen.

## Leben
Er war der Sohn des Geheimen Kriegsrats Christian Friedrich von Kraut (1650–1714) und der Johanna Concordia von Drost (1679–1714). Sein Onkel war der Minister Johann Andreas von Kraut. Seine Ausbildung erhielt er am Königlichen Pädagogium des Waisenhauses Halle.
Nach dem Tod seines Vaters und seines Onkels erbten Kraut und seine Schwester Constantia Amalia Sophia von Kraut (1699–1745), die mit dem Dompropst von Havelberg Johann Heinrich von Bredow (1676–1739) verheiratet war, im Jahr 1723 ein beträchtliches Vermögen. Kraut ging zur französischen Armee, wo er bis zum Oberst aufstieg.
Spätestens mit dem Tod seiner Schwester im Jahr 1745 verließ er die Armee. Er wurde Vormund ihrer schwachsinnigen Söhne Johann Heinrich (1716–1782) und Karl Samuel Ludwig (1721–1788) und erbte das Land Löwenberg. Um das Jahr 1750 wurde Kraut Hofmarschall bei Prinz Heinrich, dem Bruder Friedrichs des Großen, auf Schloss Rheinsberg. In Berlin traf er seine spätere Frau Ilse Sophie von Platen. Im Siebenjährigen Krieg begleitete Kraut Heinrichs Gemahlin Wilhelmine stets an den Zufluchtsort des preußischen Hofs, die Festung Magdeburg.

## Familie
Aus der Ehe mit Ilse Sophie (1731–1795) aus der brandenburgischen Uradelsfamilie von Platen, die am 8. September 1756 in Gegenwart der Königinmutter Sophie Dorothea und der Königin Elisabeth Christine von Preußen stattgefunden hatte, gingen drei Kinder hervor, von denen nur die Tochter Charlotte das Erwachsenenalter erreichte:
1. Christian Wilhelm Heinrich Ferdinand Aemilius (1758–1759)
2. Carl Heinrich Friedrich (1759–1760)
3. Luise Charlotte Henriette (1762–1819)

⚭ 1778, (Scheidung 1783) Hugh Elliott (1752–1830), britischer Gesandter in Berlin
⚭ 25. April 1784 Georg Anton Wilhelm zu Innhausen und Knyphausen (1744–1789)
⚭ 16. Dezember 1790 (Scheidung 1809) Friedrich Rudolph Karl von Arnstedt (1766–1847)
Ilse Sophie von Kraut, geborene von Platen, war die Tochter der Helene von Larisch und Groß-Nimsdorff-Bischdorf und des kgl. dän. Oberstleutnant Heinrich von Platen, Gutsherrn in Stolpe und Glienicke und direkten Nachfahre des Klaus Ernst von Platen.